# چابوال
چابوال (به انگلیسی: Chabbewal) یک منطقهٔ مسکونی در هند است که در پنجاب (هند) واقع شده‌است.